# Municipio de Sublette
El municipio de Sublette (en inglés: Sublette Township) es un municipio ubicado en el condado de Lee en el estado estadounidense de Illinois. En el año 2010 tenía una población de 776 habitantes y una densidad poblacional de 8,2 personas por km².

## Geografía
El municipio de Sublette se encuentra ubicado en las coordenadas 41°37′15″N 89°13′34″O / 41.62083, -89.22611. Según la Oficina del Censo de los Estados Unidos, el municipio tiene una superficie total de 94.59 km², de la cual 94,53 km² corresponden a tierra firme y (0,07 %) 0,06 km² es agua.

## Demografía
Según el censo de 2010, había 776 personas residiendo en el municipio de Sublette. La densidad de población era de 8,2 hab./km². De los 776 habitantes, el municipio de Sublette estaba compuesto por el 96,78 % blancos, el 0,77 % eran afroamericanos, el 0,26 % eran amerindios, el 0,26 % eran asiáticos, el 1,42 % eran de otras razas y el 0,52 % eran de una mezcla de razas. Del total de la población el 4,9 % eran hispanos o latinos de cualquier raza.